# Siegfried Lowitz
Siegfried Lowitz, all'anagrafe Siegfried Wodolowitz (Berlino, 22 settembre 1914 – Monaco di Baviera, 27 giugno 1999), è stato un attore tedesco, che fu attivo in campo teatrale, cinematografico e televisivo.
Il suo ruolo più noto è stato probabilmente quello del commissario Erwin Köster nella serie televisiva Il commissario Köster (Der Alte) (1977-1986). Complessivamente, partecipò a circa un'ottantina di produzioni, tra cinema e televisione.

## Biografia

### Infanzia e adolescenza
Siegfried Wodolowitz era nato a Berlino il 22 settembre 1914. Dopo la morte della madre, dall'età di 6 anni cresce con il padre a Magonza. All'età di 17 anni, lavora come inserviente in un cinematografo, e contemporaneamente, inizia a recitare in un teatro filodrammatico, dove viene "scoperto" dal regista del teatro di Magonza.

### La carriera teatrale
Nel 1939 viene ingaggiato dal Teatro di Gießen. In seguito, partecipa alla seconda guerra mondiale come granatiere. Il dopoguerra rappresenta per lui un periodo difficile, finché non viene ingaggiato da una compagnia teatrale fondata dal nuovo direttore del teatro di Francoforte sul Meno, Heinz Hilpert. Lavora quindi nei teatri di Costanza e Gottinga. Nel frattempo, Elisabeth Felber diventa la sua prima moglie. In seguito, si risposerà nel 1952 con Marianne Probst, conosciuta sul palcoscenico, durante le rappresentazioni del dramma Dantons Tod. In quel periodo, dopo aver recitato in altri drammi teatrali quali Das große Messer, Polizei Revier 21, Woyzeck, ecc., ottiene il successo grazie al ruolo principale nel dramma diretto dal regista statunitense Herman Wouk

### La carriera cinematografica e televisiva
Sempre negli anni cinquanta, inizia la propria carriera cinematografica, recitando nel film Der Engel mit dem Flammenschwert (1954). Seguiranno, nello stesso decennio, partecipazioni a vari film per il cinema quali Gestatten, mein Name ist Cox (1955), Accadde il 20 luglio (Es geschah am 20. Juli) (1955), Cielo senza stelle (1955), Il capitano di Koepenick (Der Hauptmann von Köpenick) (1956), Rosa nel fango (Rose Bernd) (1957), ecc. e a produzioni televisive quali München - Bilder einer Stadt (1954), Schinderhannes (1957), ecc.
L'esperienza cinematografica si conclude all'inizio degli anni settanta, quando inizia a dedicarsi prevalentemente a ruoli televisivi. Nel 1977, ottiene il ruolo di protagonista nella serie televisiva Il commissario Köster (Der Alte), ruolo che interpreta per un decennio, fino al 1986, per un totale di 101 episodi. Nel 1992 partecipa alla sesta stagione della serie televisiva italiana La piovra.

### Gli ultimi anni di vita e la morte
Nella seconda metà degli anni novanta, l'attore, ormai ottantenne, soffre di problemi di salute, in particolare di problemi di deambulazione. In quel periodo, decide di dedicarsi alla stesura della propria autobiografia, Was für ein Leben, ovvero "Che vita", biografia che non farà in tempo a vedere pubblicata. Siegfried Wodolowitz, in arte Siegfried Lowitz, si spegne a Monaco di Baviera il 27 giugno 1999, all'età di 84 anni. È sepolto nel Cimitero di Bogenhausen, nella periferia della città bavarese.

### Vita privata
L'attore avrebbe avuto una relazione extra-coniugale con l'attrice di film erotici Lisa Haller, di 40 anni più giovane. La stessa moglie, dopo la morte di Lowitz, dichiarò di essere stata a conoscenza delle scappatelle del marito.

## Filmografia

### Cinema
- Meines Vaters Pferde, 2. Teil: Seine dritte Frau, regia di Gerhard Lamprecht (1954)
- Der Engel mit dem Flammenschwert, regia di Gerhard Lamprecht (1954)
- Gestatten, mein Name ist Cox, regia di Georg Jacoby (1955)
- Accadde il 20 luglio (Es geschah am 20. Juli), regia di Georg Wilhelm Pabst (1955)
- Solang' es hübsche Mädchen gibt, regia di Arthur Maria Rabenalt (1955)
- Hanussen, regia di O.W. Fischer e Georg Marischka (1955)
- Der Fischer vom Heiligensee, regia di Hans H. König (1955)
- Cielo senza stelle (Himmel ohne Sterne), regia di Helmut Käutner (1955)
- Regine, regia di Harald Braun (1956)
- Weil du arm bist, mußt du früher sterben, regia di Paul May (1956)
- Il capitano di Koepenick (Der Hauptmann von Köpenick), regia di Helmut Käutner (1956)
- Mein Vater, der Schauspieler, regia di Robert Siodmak (1956)
- Das Sonntagskind, regia di Kurt Meisel (1956)
- Il principe folle (Herrscher ohne Krone), regia di Harald Braun (1957)
- Rosa nel fango (Rose Bernd), regia di Wolfgang Staudte (1957)
- Le avventure di Robinson (Robinson soll nicht sterben), regia di Josef von Báky (1957)
- U boat 55 il corsaro degli abissi (Haie und kleine Fische), regia di Frank Wisbar (1957)
- I legionari (Madeleine und der Legionär), regia di Wolfgang Staudte (1958)
- Il prigioniero di Stalingrado (Der Arzt von Stalingrad), regia di Géza von Radványi (1958)
- Der Greifer, regia di Eugen York (1958)
- Nuda per il diavolo (Ich war ihm hörig), regia di Wolfgang Becker (1958)
- Confessi, dottor Korda! (Gestehen Sie, Dr. Corda), regia di Josef von Báky (1958)
- Il mostro di Mägendorf (Es geschah am hellichten Tag), regia di Ladislao Vajda (1958)
- Der Mann, der nicht nein sagen konnte, regia di Kurt Früh (1958)
- Lo scorticatore (Der Schinderhannes), regia di Helmut Käutner (1958)
- La maschera che uccide (Der Frosch mit der Maske), regia di Harald Reinl (1959)
- Ferro e fuoco in Normandia (Soldatensender Calais), regia di Paul May (1960)
- 3 delitti per padre Brown (Das schwarze Schaf), regia di Helmuth Ashley (1960)
- Il castello dell'orrore (Der Fälscher von London), regia di Harald Reinl (1961)
- Gli artigli invisibili del dottor Mabuse (Die unsichtbaren Krallen des Dr. Mabuse), regia di Harald Reinl (1962)
- L'uomo che vinse la morte (The Brain), regia di Freddie Francis (1962)
- L'ora di uccidere (Einer frisst den anderen), regia collettiva (1964)
- Le 5 vittime dell'assassino (Der Hexer), regia di Alfred Vohrer (1964)
- Der unheimliche Mönch, regia di Harald Reinl (1965)
- La venganza del doctor Mabuse (Dr. M schlägt zu), regia di Jesús Franco (1971)

### Televisione
- München - Bilder einer Stadt, regia di Hanns Dangl – film TV (1954)
- Meuterei auf der Caine, regia di Hans Schweikart – film TV (1954)
- Zwölftausend, regia di Fritz Umgelter – film TV (1956)
- Schinderhannes, regia di Peter Beauvais – film TV (1957)
- Die Kraft und die Herrlichkeit, regia di Rainer Wolffhardt – film TV (1957)
- Mr. Gillie, regia di Curt Goetz-Pflug – film TV (1957)
- Besuch aus der Zone, regia di Rainer Wolffhardt – film TV (1958)
- Bei Anruf - Mord, regia di Rainer Wolffhardt – film TV (1959)
- Straße der Gerechten, regia di Rainer Wolffhardt – film TV (1959)
- Es ist soweit – serie TV, 6 episodi (1960)
- Aus Gründen der Sicherheit, regia di Konrad Wagner – film TV (1961)
- Verräterische Spuren, regia di Raoul Wolfgang Schnell – film TV (1962)
- Bedaure, falsch verbunden, regia di Paul Verhoeven – film TV (1962)
- Das tödliche Patent, regia di Georg Marischka – film TV (1963)
- Die zwölf Geschworenen, regia di Günter Gräwert – film TV (1963)
- Die Physiker, regia di Fritz Umgelter – film TV (1964)
- L'assalto al treno Glasgow Londra (Die Gentlemen bitten zur Kasse) – serie TV, episodi 1x02-1x03 (1966)
- Weiß gibt auf, regia di Falk Harnack – film TV (1966)
- Ein gutes Gewissen..., regia di Ottokar Runze – film TV (1967)
- Die Gefährtin, regia di Thomas Fantl – film TV (1967)
- Biedermann und die Brandstifter, regia di Rainer Wolffhardt – film TV (1967)
- Pauken und Trompeten, regia di Harry Buckwitz – film TV (1967)
- Ostwind, regia di Kurt Meisel – film TV (1967)
- Der Trinker, regia di Dietrich Haugk – film TV (1967)
- Haus Herzenstod, regia di Kurt Meisel – film TV (1968)
- Ich stehe zur Verfügung, regia di Heinrich Koch – film TV (1968)
- Babeck – miniserie TV, 2 puntate (1968)
- Was Ihr wollt, regia di Ludwig Cremer – film TV (1968)
- Tagebuch eines Frauenmörders, regia di Helmut Käutner – film TV (1969)
- Tartuffe, regia di Otto Tausig – film TV (1970)
- Drei Tage bis Allerseelen, regia di Herbert Ballmann – film TV (1970)
- Krebsstation, regia di Heinz Schirk – film TV (1970)
- Die Weber, regia di Günter Gräwert – film TV (1971)
- Auf neutralem Boden, regia di Georg Wildhagen – film TV (1971)
- Tchao, regia di Günther Meyer-Goldenstädt e Herbert Ballmann – film TV (1971)
- Herr Soldan hat keine Vergangenheit, regia di Joachim Hess – film TV (1972)
- Eine Tote soll ermordet werden, regia di Wilhelm Semmelroth – film TV (1972)
- Einfach davonsegeln!, regia di Korbinian Köberle – film TV (1972)
- Der Fall Opa, regia di Harald Philipp – film TV (1972)
- Der Kommissar – serie TV, episodi 1x09-4x02-5x01 (1969-1973)
- Die See, regia di Luc Bondy – film TV (1974)
- Der Strick um den Hals – miniserie TV, 2 puntate (1975)
- Das kleine Kino an der Ecke – serie TV (1980)
- Il commissario Köster (Der Alte) – serie TV, 100 episodi (1977-1986)
- Flohr und die Traumfrau, regia di Günter Gräwert – film TV (1987)
- L'ispettore Derrick (Derrick) – serie TV, episodi 1x03-15x12 (1974-1988)
- Dobrodruzství kriminalistiky – serie TV, episodi 3x05 (1991)
- La piovra 6 - L'ultimo segreto – serie TV, 6 episodi (1992)
- Ein unvergeßliches Wochenende – serie TV, episodi 1x01 (1993)
- Birkenhof & Lerchenau, regia di Claudia Holldack – film TV (1994)
- Anna Maria (Anna Maria - Eine Frau geht ihren Weg) – serie TV, 31 episodi (1994-1997)
- Mein Freund Harvey, regia di Cordula Trantow – film TV (1997)

## Teatro
- Dantons Tod
- Das große Messer
- Polizeirevier 21
- Woyzeck
- Meuterei auf der Caine

## Autobiografia
- Was für ein Leben

## Doppiatori italiani
- Ne Il commissario Köster, Siegfried Lowitz è stato doppiato da Dario De Grassi.[10]